# Кастамону (эялет)
Эялет Кастамону (осман. ایالت قسطمونی‎) — административно-территориальная единица Османской империи. Существовал в 1827—1864 годах. Образовался из части эялета Анатолия. В 1864 году был преобразован в вилайет Кастамону.

## История
С XIV века Кастамону становится центром небольшого тюркского бейлика Исфендиярогулларов, который уже в конце XIV века покоряет Османская государство, потом среднеазиатский эмир Тамерлан, лишь в 1459—1460 годах турки-османы подчинил его вновь. После этого его преобразовали в санджак в составе Анатолийского бейлербейства (с 1590 года эялета).
Учитывая стратегическое расположился вдоль черноморского побережья санджак Кастамону был всегда в центре внимания султанского правительства. В своё время санджакбеями были будущие великие визири Челеби Лютфи-паша и Айяс Мехмед-паша. С 1570-х годов побережье санджака становится объектом нападения запорожских казаков. Особенно значительными были приступы в 1576 и 1614 годах. Впрочем на протяжении всего существования санджак был одним из стабильных центров султанской власти в Малой Азии, несмотря на восстание крестьян и обедневших спахов, что время от времени вспыхивали.
В 1826 году после ликвидации янычарского корпуса, на которой опирались консерваторы, османский султан Махмуд II начал необходимые реформы, прежде всего уменьшение границ еялетов. В 1827 году из Анатолийского эялета была образована самостоятельная провинция Кастамону. Последняя в 1864 году во время новой административно-территориальной реформы превратилась в вилайет с этой же названием.

## Структура
Эялет Кастрамону состоял из 4 санджаков: Измит, Болу, Синоп, Вираншехир.

## Экономика
За время существования в статусе санджака основой было животноводство, прежде всего овцеводство и коневодство. Наличие значительных портов, особенно Синопа, способствовало развитию посреднической торговли. Через черноморские порты отправлялись в Европу товары из Персии, Средней Азии, восточных провинций Османской империи. Наряду с вывозом местных продуктов Кастамону был важным транзитным центром индийских и арабских товаров, таких как шёлк, а также хны и других красителей. Золотая парча и бархат, шёлковые ткани, сотканные в городе Амасья, расположенном на Шёлковом пути из Ирана, перевозились через Синоп в Кафу. Также здесь располагался внушительных рынок рабов, которых захватывали ногайцы и крымские татары на землях Речи Посполитой и Московского царства.
Экономика эялета была сельскохозяйственной, довольно отсталой, преимущественно ориентировано на внутренний рынок, поскольку посредническая торговля сократилась, а Синоп превратился в базу военного флота. Лишь с конца 1850-х годов начинается внедрение новых технологий и постепенное развитие городов.